# Boussens (Vaud)
Pour les articles homonymes, voir Boussens.
Boussens est une commune suisse du canton de Vaud, située dans le district du Gros-de-Vaud. Citée dès 1177, elle fait partie du district de Cossonay entre 1803 et 2007. La commune est peuplée de 1 006 habitants en 2022. Son territoire, d'une surface de 218 hectares, se situe dans la région du Gros-de-Vaud.

## Histoire
Boussens est connu sous le nom de Bussens en 1177. L'église est paroissiale en 1228. Le fief de Boussens dépend de la seigneurie de Cossonay au Moyen Âge, puis de la famille de Saussure, qui fait construire un château au XVIIe siècle. À l'époque bernoise, dès 1536, le village fait partie du bailliage de Morges. Il fait ensuite partie du district d'Échallens entre 1798 et 1803, du district de Cossonay de 1803 à 2007 et du district du Gros-de-Vaud depuis 2008. Une école est construite en 1757 et le bâtiment communal date de 1985.

### Héraldique
| Armes de Boussens | Les armes de la commune de Boussens se blasonnent ainsi : D'argent au lion de gueules, à la bordure componée d'argent et de sable. |

## Géographie
Jusqu'à sa dissolution, la commune faisait partie du district de Cossonay. Depuis le 1er janvier 2008, elle fait partie du nouveau district du Gros-de-Vaud. Elle a des frontières communes avec Bioley-Orjulaz, Étagnières, Cheseaux-sur-Lausanne, Sullens, Bournens etL Bettens.
Le territoire communal se situe sur le plateau suisse, dans la région du Gros-de-Vaud, majoritairement dans une plaine située à l'est du village de Boussens. Cette plaine inclut la forêt du bois Lovet ainsi que le Grand Marais à l'est et le lac Coffy au nord. La frontière sud est marquée par le bois du Dévin, source de la Chamberonne. Le point culminant de la commune se situe sur une colline proche du village avec 613 mètres d'altitude.
En plus du village de Boussens, la commune compte également les hameaux de Chevrine et de la Grange aux Aguet, ainsi que plusieurs exploitations agricoles dispersées.

## Population

### Gentilé et surnom
Les habitants de la commune se nomment les Boussinois.
Ils sont surnommés les Grenouilles (lè Renaillé en patois vaudois), la région ayant comporté de nombreux marais.

### Démographie
Boussens compte 1 006 habitants en 2022. Sa densité de population atteint 319 hab./km2.
En 2000, la population de Boussens est composée de 370 hommes (49,8 %) et 373 femmes (50,2 %). La langue la plus parlée est le français, avec 695 personnes (93 %). La deuxième langue est l'allemand (23 ou 3,1 %). Il y a 674 personnes suisses (90,2 %) et 73 personnes étrangères (9,8 %). Sur le plan religieux, la communauté protestante est la plus importante avec 350 personnes (46,9 %), suivie des catholiques (228 ou 30,5 %). 101 personnes (13,5 %) n'ont aucune appartenance religieuse.
La population de Boussens est de 158 habitants en 1850. Elle reste relativement stable jusqu'en 1970. Le nombre d’habitants augmente ensuite très fortement, puisqu'il est multiplié par 5 en 40 ans pour atteindre 872 habitants en 2010. L'augmentation la plus forte a lieu dans les années 1990 : la population est multipilée par 2,25 en 10 ans. Le graphique suivant résume l'évolution de la population de Boussens entre 1850 et 2010 :

## Politique
Lors des élections fédérales suisses de 2011, la commune a voté à 35,11 % pour l'Union démocratique du centre. Les deux partis suivants furent le Parti socialiste suisse avec 26,21 % des suffrages et les Verts avec 11,27 %.
Lors des élections cantonales au Grand Conseil de mars 2011, les habitants de la commune ont voté pour l'Union démocratique du centre à 27,04 %, le Parti libéral-radical à 24,25 %, le Parti socialiste à 20,89 %, les Verts à 14,25 % et l'Alliance du centre à 13,58 %.
Sur le plan communal, Boussens (Vaud)  est dirigé par une municipalité formée de 5 membres et dirigée par un syndic pour l'exécutif et un Conseil général dirigé par un président et secondé par un secrétaire pour le législatif.

### Jumelages
- Boussens (Haute-Garonne) (France) depuis 1987[11].

## Économie
Jusque dans la seconde moitié du XXe siècle, l'économie locale était largement dominée par l'agriculture qui représente encore de nos jours une part importante des emplois locaux. Dans ces dernières décennies, le village s'est transformé avec la création de zones résidentielles au sud du village ainsi qu'entre le village et le hameau de Chevrine, habitées par des personnes travaillant principalement dans la région lausannoise. Cette transformation s'est accompagnée de la création de plusieurs entreprises locales, principalement actives dans les services (génie civil, informatique, ou boutique de vin).

## Transports
Boussens fait partie de la communauté tarifaire vaudoise Mobilis. Le bus CarPostal reliant Cossonay-Gare à Cheseaux-sur-Lausanne et celui reliant Échallens à Cheseaux-sur-Lausanne s'arrêtent dans la commune. La localité est également desservie par les bus sur appel Publicar, qui sont aussi un service de CarPostal.

## Monuments
La commune compte un château, construit en 1670 par la famille de Saussure.

## Vie locale
La commune de Boussens compte plusieurs associations, parmi lesquelles les paysannes vaudoises, Boussens Espace Loisir et Féeries de Boussens, association caritative qui œuvre en faveur de la ligue vaudoise contre le cancer. La première édition s’est déroulée en 1994 sur l’initiative de Michel Mulin et elle a lieu tous les deux ans.
Une société de jeunesse ainsi que des clubs de gymnastique, tennis, handball et de tir.

## Sources
- (de) Cet article est partiellement ou en totalité issu de l’article de Wikipédia en allemand intitulé « Boussens VD » (voir la liste des auteurs).